# Zła wiadomość
Zła wiadomość – drugi album zespołu PRL wydany w 1996 przez wytwórnię Box Music. Muzyka i teksty: Franz Dreadhunter, Rafał Kwaśniewski, Robert Kasprzyk oraz Kuba Sienkiewicz („Urodziłem się w komuniźmie”).

## Lista utworów
1. „Traciłem czas” – 2:53
2. „Koledzy” – 2:06
3. „Ona dobrze wie” – 2:36
4. „30 lat i nic” – 4:15
5. „Nuda i ja” – 4:08
6. „Ona kocha ten sport” – 4:23
7. „Nie obchodzi nas nic” – 2:03
8. „On walczy sam ze sobą” – 4:00
9. „Urodziłem się w komuniźmie” – 4:17
10. „Marian” – 3:52
11. „Kobiety prowokują mnie” – 2:37
12. „Wszystkie kobiety są złe” – 2:33
13. „Żeby tylko z tobą być” – 5:14
14. „Pies” – 4:05
15. „Strange Love” – 2:49
16. „Wewnętrzne problemy” – 3:06
17. „Ciebie chcę, ciebie chcę” – 2:58
18. „Ogień i woda” – 6:03

## Skład
- Rafał „Kwasek” Kwaśniewski
- Ewa Fiut
- Franz Dreadhunter
- Maciej „Nitro” Kowalik
- Robert „Mały” Kasprzyk
- Jędrzej „Kodym” Kodymowski
- Maciej Maleńczuk
- Al. Andrzejewski
- „Filer”
- Andrzej ,,Biedrona" Biedrzycki

realizacja
- Dariusz Grela – realizacja
- Rafał Kwaśniewski – realizacja
- Bogdan Tyc – producent
- Grzegorz Piwkowski – mastering